# Heroes (série de televisão)
Heroes é uma série de televisão dramática americana, criada por Tim Kring, que estreou na NBC no dia 25 de setembro de 2006. Conta a história de pessoas comuns que descobrem ter habilidades especiais, tais como telepatia, capacidade para voar, etc. Esses indivíduos percebem que estão conectados e que têm por missão evitar desastres normalmente previstos nas imagens feitas por pintores com o dom de precognição.
A série segue o estilo das histórias em quadrinhos americanas de super-heróis, com acontecimentos que se desenvolvem em mais de um episódio. Foi produzida pela Universal Media Studios e filmada principalmente em Los Angeles, Califórnia. Os produtores executivos são Allan Arkush, Dennis Hammer, Greg Beeman e Tim Kring
Aclamada pela crítica, a primeira temporada de Heroes teve 23 episódios e garantiu uma média de 14,3 milhões de telespectadores por episódio nos Estados Unidos, recebendo a audiência mais alta de uma série dramática da NBC em cinco anos. A segunda temporada de Heroes atraiu uma média de 13,1 milhões de espectadores e foi a única série da NBC entre os vinte programas mais vistos dos Estados Unidos durante a temporada 2007-08. Um total de 24 episódios foram encomendados para a segunda temporada,  mas apenas onze episódios foram transmitidos, devido à greve de cem dias dos roteiristas americanos.  A greve levou ao adiamento inicial e eventual cancelamento de seis episódios intitulado Spin-off Heroes: Origins. Heroes regressou com a sua terceira temporada, em 22 de setembro de 2008.
Heroes garantiu vários prêmios e indicações. A série foi indicada em oito categorias no  Primetime Emmy Awards 2007, incluindo Outstanding Drama Séries, e foi também indicada para a Melhor série dramática da televisão, no Globo de Ouro 2007. Ganhou ainda um People's Choice Award em 2007 na categoria de Melhor novo drama, e foi indicada o Programa do Ano em 2007 pela Television Critics Association e Melhor Programa Internacional no Bafta Awards 2008.

## Sinopse
A trama de Heroes é projetada para ser semelhante das histórias em quadrinhos com pequenas histórias como pano de fundo para "a grande ação global da série". Cada temporada de Heroes foi concebida para envolver pessoas comuns que descobrem poderes extraordinários, e como essas habilidades produzem efeitos na vida da personagem.

### Primeira temporada

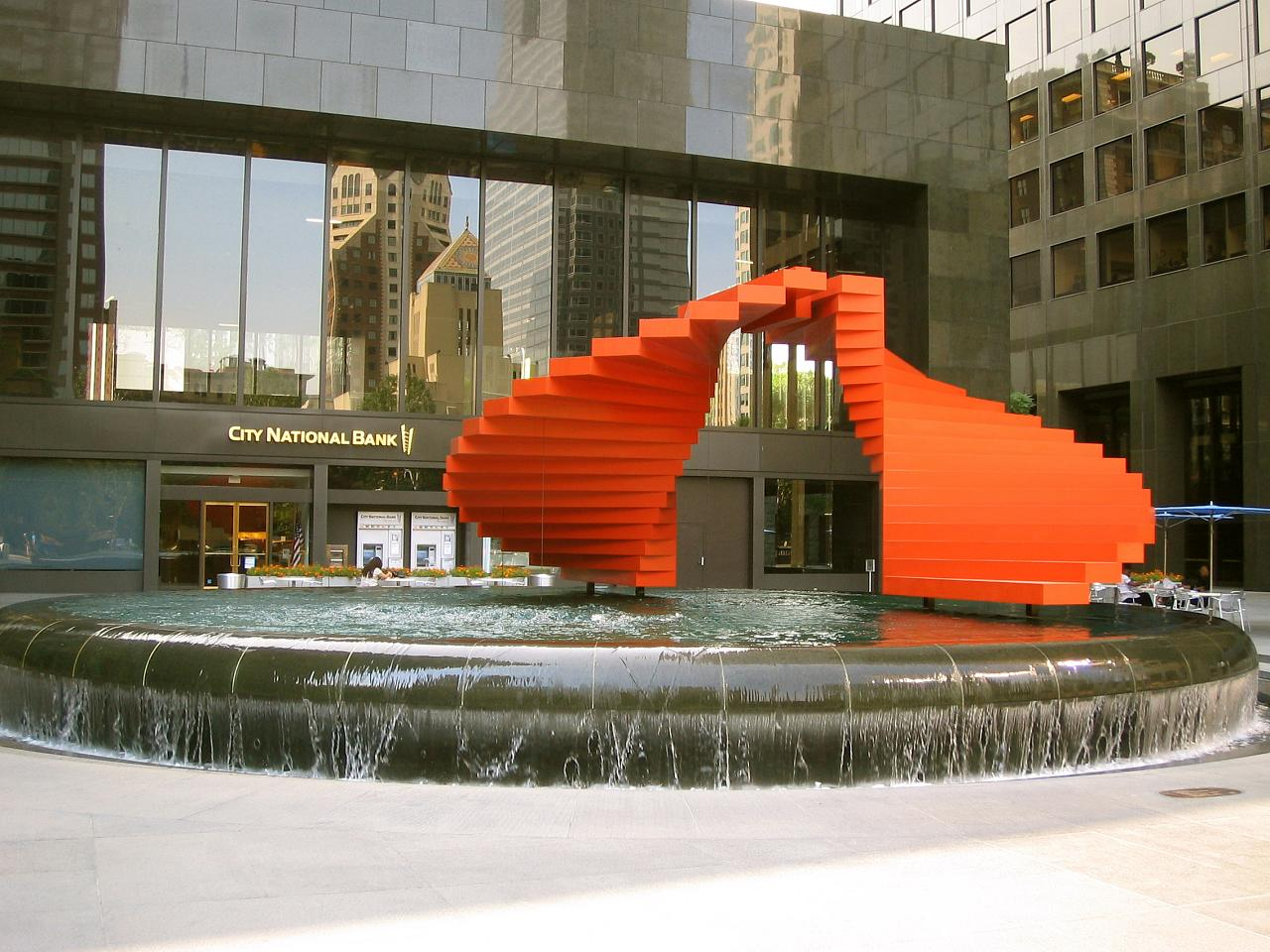
O hotel Kirby Plaza foi palco dos acontecimentos finais da primeira temporada.

A primeira temporada teve 23 episódios, que foram ao ar às segundas-feiras às 9:00 da noite nos Estados Unidos, com início em 25 de setembro de 2006. A temporada constou de um primeiro volume, conhecido como Genesis. A série teve duas interrupções, a primeira entre 4 de dezembro de 2006 e 22 de janeiro de 2007, e novamente entre 5 março e 23 de abril de 2007, com o último episódio sendo transmitido no dia 21 de Maio de 2007. O volume começa com um grupo de pessoas aparentemente normais que aos poucos vão se tornando conscientes de que têm habilidades especiais. Eventos ilustram as suas reações a estas habilidades, cuja descoberta afeta sua vida pessoal e profissional. Ao mesmo tempo, várias pessoas comuns estão investigando as origens e extensão destas habilidades. Mohinder Suresh, um geneticista, continua a pesquisa do seu falecido pai sobre tais habilidades, enquanto Noah Bennet representa uma organização secreta conhecida apenas como A Companhia. Embora tenham que lidar com suas novas habilidades, cada personagem, quer queira ou não, terão que parar os planos da Companhia de controlar as pessoas especiais e impedir que Nova York seja destruída por uma explosão nuclear.

### Segunda temporada
A segunda temporada, intitulada Generations, teve onze episódios transmitidos nas segundas-feiras às 9:00 da noite nos Estados Unidos. Teve início em 24 de setembro de 2007 e terminou em 3 de dezembro de 2007. O volume dois começa quatro meses após os acontecimentos do Kirby Plaza. A principal história de Generations prende-se a Companhia e suas pesquisas sobre o vírus Shanti.  Esta investigação é explorada através dos fundadores d'A Companhia, cujas identidades são reveladas, assim como através dos efeitos de diferentes tipos do vírus. Os heróis, em última instância, se juntam em uma tentativa de parar o lançamento de um mortal vírus e de evitar uma pandemia global. Apenas onze dos 24 episódios planejados foram produzidos por causa de uma greve dos roteiristas. Originalmente a segunda temporada seria composta por três volumes, porém, com a greve, a temporada foi redesenhada para abranger apenas o volume Generations. Inicialmente o terceiro volume seria chamado de Exodus, e o volume quatro teria o nome de Villains. Como resultado da greve, o volume três foi alterado para Villains e movido para a terceira temporada. O volume Exodus, originalmente concebido para mostrar os efeitos da liberação do vírus Shanti, foi cancelado. Cenas do final do volume foram regravadas para refletir o cancelamento do volume Exodus, e para fechar de vez todas as histórias de Generations.

### Terceira temporada
A estreia do terceiro volume, Villains, foi precedida por uma hora com recapitulações dos acontecimentos passados, juntamente com entrevistas com o elenco da série e da equipe. Começou com a tentativa de assassinato de Nathan Petrelli, e as consequências que isso teria para o futuro. Além disso, vários vilões fogem do "Nível cinco", quando Elle perde o controle dos seus poderes e solta uma descarga elétrica, o que acaba destravando as portas. Agora cabe à Companhia tentar recapturá-los. Arthur Petrelli fica curado da paralisia depois de absorver a habilidade de cicatrização de Adam Monroe e reúne alguns vilões (Flint Gordon Jr., Knox, e Daphne Millbrook), e mais tarde se junta ao grupo: Mohinder Suresh, Nathan, Tracy Strauss, Elle Bishop e Sylar. O objetivo de Arthur é criar uma fórmula para dar habilidades às pessoas comuns, mas depois de muitas falhas, eles precisam encontrar um catalisador. Claire e Hiro voltam no tempo e acham o catalisador que é dado à Hiro por sua mãe. O que acaba não adiantando muito, pois Arthur intervém e agarra o catalisador e Hiro perde os poderes, ficando preso no passado. Posteriormente, Peter Petrelli e O Haitiano enfrentam Arthur pelo controle da fórmula. No final, Arthur é morto por uma bala disparada por Peter, que é "controlada" por Sylar, dizendo que ele é o assassino e não Peter. Peter injeta-se com a fórmula para salvar Nathan, que estava do lado do pai. Ando ganha a habilidade de aumentar os poderes dos outros (ele conseguiu aumentar os poderes de Daphne, permitindo que ela voltasse no tempo e resgatasse Hiro); Claire, Noah, e Angela veem a Companhia pegar fogo com Meredith e Sylar lá dentro.
O volume quatro, chamado Fugitives, foi formado pelos últimos doze episódios da terceira temporada. Sua transmissão foi entre 2 de fevereiro e 27 de abril de 2009. Começou com Nathan Petrelli revelando ao presidente a existência de indivíduos com habilidades especiais. O presidente autoriza Nathan a capturar todos os heróis. A história se desenvolve com os heróis tentando levar uma vida normal, até que Claire descobre o plano de Nathan de capturá-los. Todos os personagens principais serão capturados, com exceção de Sylar, que escapa dos agentes de Nathan enquanto tenta localizar seu pai biológico.
O ilustrador neozelandês Tim Molloy da TV Guide declarou que Heroes iria retornar às suas raízes com Fugitives, em mais uma tentativa de atrair novos espectadores e reconquistar os que desistiram da série devido aos muitos personagens e enredos, esperando que a reinicialização salvaria a série da queda brusca na audiência. Já o criador da série, Tim Kring, declarou: "Este volume voltará a estaca zero. O público não precisa saber de quase nada do volume anterior para entender o enredo." Angela Bromstead, presidente da Primetime entretenimento na NBC, manifestou a sua preocupação sobre os produtores terem se perdido do seu foco original: "pessoas comuns com habilidades extraordinárias", dizendo: "Eles podem ter exagerado na quantidade de personagens e enredos".

### Webseries
Em 14 de julho de 2008, o primeiro webisódio de Heroes, Going Postal, foi liberado. A trilogia de vídeos online só introduz Echo DeMille, um carteiro aparentemente normal com uma extraordinária capacidade. As três partes da série são escritas e dirigidas pela mesma equipe criativa por trás da série principal. Em 10 de novembro de 2008, o segundo webisódio de Heroes, Destiny, foi liberado, sendo o primeiro de vários outros webisódios patrocinados pela Sprint. Esta série é uma tetralogia. Destiny introduz Santiago, escolhido pelos fãs. Santiago pergunta se a sua recém descoberta habilidade é um milagre ou qualquer outra coisa. Nas ruas de Lima, Peru, ele descobre seus poderes. Em 15 de dezembro de 2008, o terceiro webisódio de Heroes, O Recruta, foi liberado. O Recruta introduz Rachel Mills, uma marinheira, que sobrevive à explosão da Pinehearst. Este acontecimento está ligado ao final do Volume 3. Em 22 de dezembro de 2008, o quarto webisódio, Hard Knox, foi posto na rede. Nesse episódio a história volta dezoito meses no tempo e revela que Matt Parkman conhecia o vilão Knox antes mesmo de ambos começarem a manifestar suas habilidades. Esse enredo faria parte do episódio Villains, cortado por falta de tempo.
Um novo webisódio mostra o passado de Eric Doyle, o personagem das marionetes. Foi lançado no final de abril de 2009.

### Quarta temporada
A quarta temporada, assim como o quinto volume, recebeu o nome de Redemption, estreando nos EUA dia 21 setembro de 2009.
A última cena de volume quatro deu uma visão sobre os rumos que o quinto volume iria tomar. A quarta temporada de Heroes encerrou a série e teve dezenove episódios. O 19º episódio recebeu o nome de Brave New World (Admirável Mundo Novo).

### Heroes Reborn
Em fevereiro de 2014, o canal americano NBC divulgou que Heroes a série retornaria em 2015 como uma minissérie de treze episódios, intitulada Heroes Reborn.

## Elenco e personagens

### Duração do Personagem
| Artista            | Personagem           | Temporada       | Temporada          | Temporada          | Temporada       | Temporada          |
| Artista            | Personagem           | Temporada 1     | Temporada 2        | Temporada 3        | Temporada 4     | Reborn             |
| ------------------ | -------------------- | --------------- | ------------------ | ------------------ | --------------- | ------------------ |
| Santiago Cabrera   | Isaac Mendez         | Principal       | Does not appear    | Does not appear    | Convidado       | Does not appear    |
| Tawny Cypress      | Simone Deveaux       | Principal       | Does not appear    | Does not appear    | Does not appear | Does not appear    |
| Noah Gray-Cabey    | Micah Sanders        | Principal       | Principal          | Convidado Especial | Does not appear | Recorrente         |
| Greg Grunberg      | Matt Parkman         | Principal       | Principal          | Principal          | Principal       | Recorrente         |
| Ali Larter         | Niki Sanders         | Principal       | Principal          | Does not appear    | Does not appear | Does not appear    |
| Ali Larter         | Tracy Strauss        | Does not appear | Does not appear    | Principal          | Principal       | Does not appear    |
| Masi Oka           | Hiro Nakamura        | Principal       | Principal          | Principal          | Principal       | Recorrente         |
| Hayden Panettiere  | Claire Bennet        | Principal       | Principal          | Principal          | Principal       | Does not appear    |
| Adrian Pasdar      | Nathan Petrelli      | Principal       | Principal          | Principal          | Principal       | Does not appear    |
| Sendhil Ramamurthy | Mohinder Suresh      | Principal       | Principal          | Principal          | Principal       | Convidado Especial |
| Milo Ventimiglia   | Peter Petrelli       | Principal       | Principal          | Principal          | Principal       | Does not appear    |
| Leonard Roberts    | D. L. Hawkins        | Principal       | Convidado Especial | Does not appear    | Does not appear | Does not appear    |
| Jack Coleman       | Noah Bennet          | Principal       | Principal          | Principal          | Principal       | Principal          |
| David Anders       | Adam Monroe          | Does not appear | Principal          | Convidado Especial | Convidado       | Does not appear    |
| Kristen Bell       | Elle Bishop          | Does not appear | Principal          | Convidado Especial | Does not appear | Does not appear    |
| Dana Davis         | Monica Dawson        | Does not appear | Principal          | Does not appear    | Does not appear | Does not appear    |
| James Kyson Lee    | Ando Masahashi       | Recorrente      | Principal          | Principal          | Principal       | Does not appear    |
| Dania Ramirez      | Maya Herrera         | Does not appear | Principal          | Principal          | Does not appear | Does not appear    |
| Zachary Quinto     | Gabriel "Sylar" Gray | Recorrente      | Principal          | Principal          | Principal       | Does not appear    |
| Cristine Rose      | Angela Petrelli      | Recorrente      | Recorrente         | Principal          | Principal       | Recorrente         |
| Robert Knepper     | Samuel Sullivan      | Does not appear | Does not appear    | Does not appear    | Principal       | Does not appear    |

Originalmente, Tim Kring planejou que o elenco mudasse a cada temporada. Contudo, mudou de ideia quando percebeu que os personagens originais já faziam um imenso sucesso com o público. Daí ele trouxe de volta a maior parte do elenco da primeira para a segunda temporada, com alguns novos personagens. Na sua primeira temporada, o elenco era formado por doze personagens principais, o que tornava a série com o terceiro maior elenco da TV Americana atrás apenas de Desperate Housewives e Lost. Inicialmente o elenco principal era formado por dez atores, Leonard Roberts (D.L. Hawkins), que apareceu pela primeira vez na série no 5.º episódio, foi mais um membro do elenco principal a ser adicionado. No episódio onze da primeira temporada, Jack Coleman (Noah Bennet), deixou de ser um personagem secundário e passou a ser o décimo segundo membro do elenco principal.
A primeira temporada teve doze grandes papéis. Hayden Panettiere interpretou a líder de torcida Claire Bennet, que tem a capacidade de se regenerar espontaneamente. Jack Coleman interpretou o seu pai Noah Bennet, um agente da Primatech. Santiago Cabrera retratou o  viciado Isaac Mendez que podia pintar o futuro. Tawny Cypress retratou Simone Deveaux, uma vendedora de arte. Greg Grunberg retratou o policial de Los Angeles, Matt Parkman que tinha o dom de ler as mentes das pessoas. Ali Larter interpretou Niki Sanders, uma stripper de internet com um grave problema de transtorno dissociativo de identidade e super força. Leonard Roberts retratou o marido de Niki, um ex-presidiário que podia atravesssar paredes. Noah Gray-Cabey atuou como Micah Sanders, filho de Niki e DL que tinha o poder de se comunicar com máquinas. Masi Oka retratou o manipulador do tempo e espaço, Hiro Nakamura. Adrian Pasdar desempenhou o papel de Nathan Petrelli, um candidato do Congresso com a habilidade de voar. Sendhil Ramamurthy  atuou como o geneticista Mohinder Suresh. E Milo Ventimiglia interpretou o altruísta enfermeiro Peter Petrelli, com capacidade de imitar habilidades dos outros.
Durante as primeiras duas temporadas, alguns personagens foram escritos para sair da série e dar espaço para novos personagens com novas histórias. Simone foi a primeira personagem principal a sair, morrendo quase no final da primeira temporada.  DL se tornou um personagem recorrente após os acontecimentos do final da primeira temporada, fazendo duas aparições na segunda temporada. Isaac Mendez morreu pelas mãos de Sylar, o que foi mostrado durante a expedição de Hiro Nakamura no futuro no início da série.
Novas inclusões de personagens foram feitas na nova temporada, como Maya Herrera, desempenhada por Dania Ramirez, uma fugitiva com a capacidade de emitir um vírus mortal; Adam Monroe, um inglês de quatrocentos anos  com capacidade para se regenerar, retratado por David Anders; Monica Dawson, retratada por Dana Davis, uma trabalhadora de restaurante com capacidade para imitar qualquer movimento físico que vê, e Elle Bishop uma sádica sociopata com capacidade de gerar eletricidade, interpretada por Kristen Bell. Dois personagens secundários durante a primeira temporada, Sylar, retratado por Zachary Quinto, e Ando Masahashi, retratado por James Kyson Lee, tornaram-se  personagens principais.
Começando a terceira temporada, Angela Petrelli, retratada por Cristine Rose, até então uma personagem secundária, passou a ser uma personagem principal. Já Elle, Adam e Micah foram retirados do elenco principal. Monica Dawson foi retirada da série, tendo feito sua última aparição no final da segunda temporada. Niki Sanders foi morta, mas a atriz Ali Larter permaneceu no show com uma nova personagem: Tracy Strauss, uma das irmãs de Niki (trigêmeas), com o poder de congelar qualquer coisa através do toque.

## Poderes
Heroes inclui uma série de elementos fictícios e misteriosos atribuídos a fenômenos de ficção científica e sobrenaturais. Tim Kring e os criadores da série fazem referência a estes elementos ficcionais como parte da mitologia da série. Kring confirmou que, embora o espetáculo não tenha uma única mitologia, ele não quer afundar a série em demasia nesse aspecto. Pelo contrário, tem utilizado cada volume para explicar cada elemento mitológico. No que diz respeito a mitologia da série, disse, "temos falado se Heroes vai até cinco temporadas. No que diz respeito à data de término do show, Kring já comentou que, "Isto não quer dizer que a série tem hora certa pra acabar… sua data de término é considerada aberta".
Entre os elementos mitológicos da série estão: a Companhia, a lenda de Takezo Kensei, as pinturas do futuro, os superpoderes e as suas origens, o vírus Shanti, e muitos outros elementos e temas mitológicos. Os detalhes estão nas publicações 9th Wonders! da NBC.

## Transmissão
Desde sua estreia nos EUA, Heroes ganhou admiradores em diversos países. A estreia de novos episódios acontecia nas noites de segunda-feira, no canal estadunidense NBC. Em Portugal, a TVI (canal aberto) estreou a série em 14 de abril de 2007 sendo transmitida também pelo canal FOX da televisão por cabo. No Brasil, a série foi exibida pelos canais de TV paga Universal Channel e Sci Fi Channel desde o dia 2 de março de 2007, e na TV aberta em 2007 pelo canal da Rede Record, e em 2013 pela sua coirmã Rede Família. 
Em 6 de outubro de 2006, o presidente da NBC Entertainment, Kevin Reilly, anunciou que Heroes fora selecionada para uma temporada completa. Em 17 de janeiro de 2007, Reilly anunciou que a série fora selecionada para uma terceira temporada.
Havia planos para exibir uma série paralela chamada Heroes:Origins, que mostraria novos personagens e, ao final dessa série, o público votaria em qual personagem deveria ser incorporado à série principal. Porém, a greve de roteiristas, em novembro de 2007, causou a suspensão do projeto.

## Slogan
Os primeiros quatro episódios foram promovidos com a frase "Pessoas comuns descobrindo habilidades extraordinárias". Ao final do quarto episódio, há um evento que lança a segunda temática, em que o slogan "Salve a líder de torcida, salve o mundo" na exibição no Brasil e "Salvem a chefe de claque, salvem o mundo" na de Portugal aparece muitas vezes. Alguns personagens presumem que essa frase está relacionada com a líder de torcida de uma escola no Texas, Claire Bennet, que possui a habilidade de rapidamente se recuperar de ferimentos, e com as visões apocalípticas do artista Isaac Mendez sobre Nova Iorque. Começando na conclusão do episódio Fallout, uma nova frase apareceu: "Você está na lista?", apesar de tal frase não ser mencionada no preview de The Fix. À medida que os personagens lentamente descobrem suas habilidades e a existência de outros como eles, começam a perceber que precisam juntar-se para impedir uma catástrofe e salvar a Humanidade. Na reta final da primeira temporada, a série assume a chamada "É hora de salvar o mundo" no Brasil e "É tempo de salvar o mundo" em Portugal.

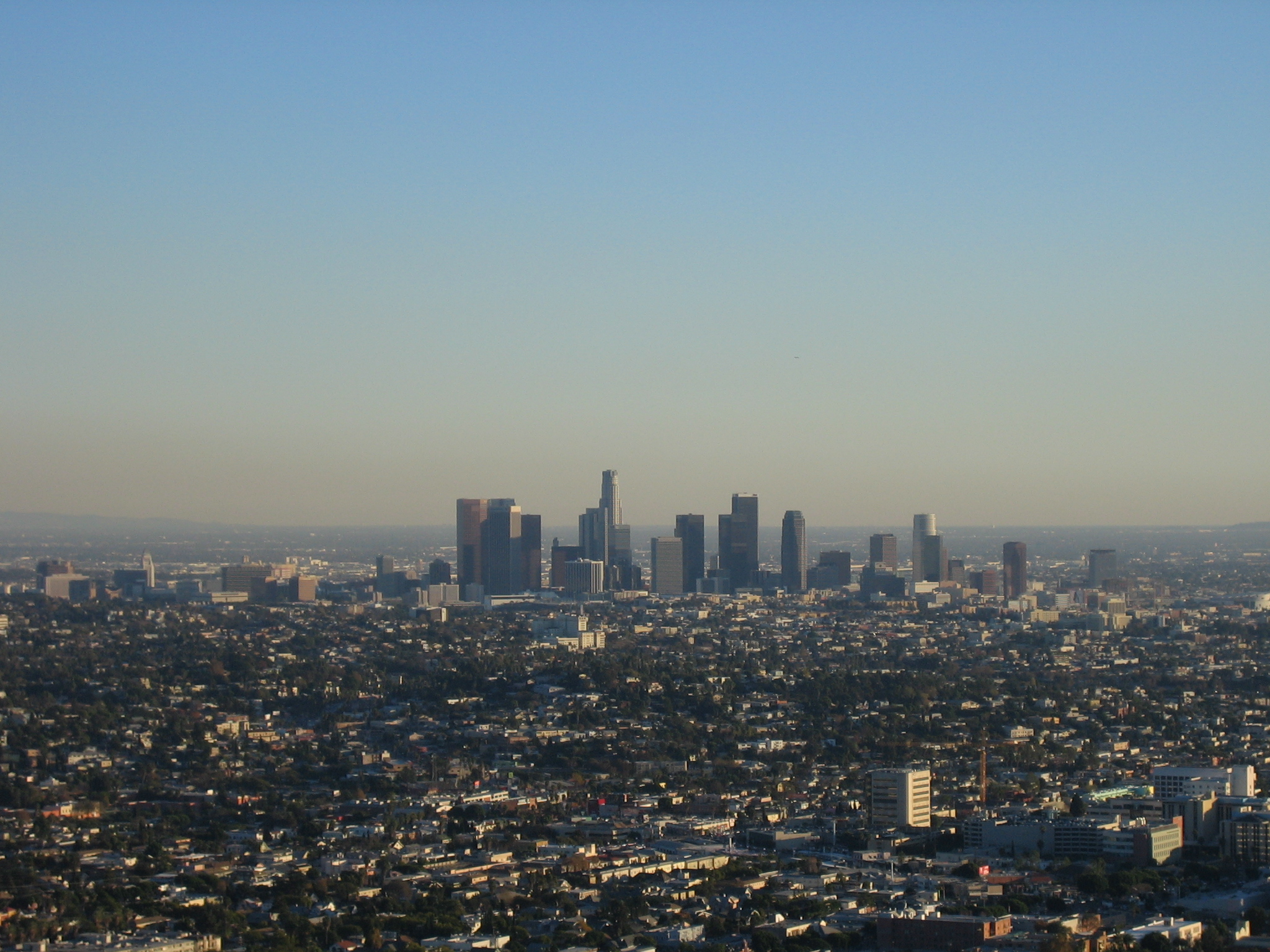
Los Angeles é o principal local de filmagem da série

## Heroes 360 Experience
O Heroes 360 experience, posteriormente renomeada como Heroes: Evolutions é uma extensão da série na internet, lançada em 19 de janeiro de 2007, em que os autores da série utilizam diferentes recursos para atrair públicos distintos, como quadrinhos, vídeos, álbuns de fotos e cartões colecionáveis. Explora o universo dos heróis e fornece informações sobre a mitologia da série. Outros mídias oficiais incluem revistas, websites, um jogo móvel, roupas e outras mercadorias.

## 9th Wonders!
9th Wonders! é uma série de quadrinhos metaficcional da série de televisão Heroes da NBC. No programa, a publicação é ilustrada e, presumivelmente, publicada por Isaac Mendez. A arte de Mendez é fornecida ilustrador de quadrinhos Tim Sale.

## Lançamento em mídia física
A Universal Studios Home Entertainment e Sony Pictures Home Entertainment anunciou que a primeira e segunda temporadas seria lançada em Blu-ray em 26 de agosto de 2008, na mesma data que o lançamento do DVD da segunda temporada. As especificações e características do bônus incluem: Gerações finais alternativas; Dentro da Final Alternativo: E se Pedro não pegar o vírus? histórias não contadas que não se fazem no ar; Temporada três Sneak Peek; cenas excluídas; um documentário sobre Takezo Kensei; por trás das cenas featurettes; Featurettes da  NBC.com; e comentários de áudio com elenco, equipe e criador do show, Tim Kring. O box da série completa em DVD foi lançado em 16 de novembro de 2010, nos Estados Unidos. No Brasil, o box da série completa em Blu-ray será lançado em 25 de agosto de 2015.